# Marlon Brando
Marlon Brando, Jr. (3. dubna 1924 Omaha, Nebraska – 1. července 2004 Los Angeles, Kalifornie) byl americký herec, filmový režisér a politický aktivista. Je považován za jednoho z prvních tvůrců, kteří do filmování vnesli realismus a zpopularizoval i tzv. systém Stanislavského. Je známý i díky množství filmových ocenění, která za svého života získal, a mezi jedny z nejznámějších filmů, ve kterých se objevil, patří Kmotr (1972), V přístavu (1954), Tramvaj do stanice Touha (1951), Apokalypsa (1979), Poslední tango v Paříži (1972) nebo Sayonara (1957). Účastnil se též různých aktivistických akcí, například afroamerického hnutí za občanská práva, jehož závěrem bylo zrovnoprávnění Afroameričanů a bělochů.
Když mu bylo 6 let, rodina se přestěhovala do Illinois. Jeho otec Marlon Brando Sr. (1895–1965) pracoval ve výrobě chemických krmiv a pesticidů, jeho matka Dorothy Brando (1897–1954) byla herečka. Marlon měl dvě starší sestry Jocelyn Brando (1919–2005) a Frances (1922–1994). Prožíval nešťastné dětství, na nějž mělo velký vliv to, že oba jeho rodiče byli alkoholici, kteří se nikdy nestarali o své děti patřičným způsobem. Jeho otec měl tendenci říkat malému Marlonovi, že nikdy v životě ničeho nedosáhne.
Prvních výrazných úspěchů dosáhl díky snímku Tramvaj do stanice Touha, původně vytvořeného jako divadelní hra Tennessee Williamse, kde ztvárnil postavu Stanleye Kowalskiho, díky čemuž byl nominován na Cenu akademie pro nejlepšího herce v hlavní roli. Skvělé ohlasy mu též vynesla role Terryho Malloye ve filmu V přístavu, za kterou nakonec získal Oscara pro nejlepší mužský výkon. Tuto cenu získal i za roli Emiliana Zapata ve snímku Viva Zapata! a za roli Marca Antonia v adaptaci Shakespearovy hry Julius Caesar, vytvořené v roce 1953 Josephem L. Mankiewiczem. Roku 1957 byl na základě novely Jamese A. Michenera natočen film Sayonara, za který též získal Oscara pro nejlepšího herce v hlavní roli.
Méně úspěšné období přišlo v podobě šedesátých let. Nejdříve režíroval a hrál ve westernu Křivák, který skončil jako kulturní i finanční fiasko. Následně ztvárnil hlavní roli ve filmu Vzpoura na Bounty, vytvořeném podle stejnojmenné knižní předlohy od Jamese Normana Halla a Charlese Nordhoffa. Ani tento film nebyl úspěšný a zbytek desetiletí nebyl o nic lepší: neobjevil se tehdy v žádném dobře hodnoceném filmu. Změnu přinesl rok 1972, kdy si zahrál postavu Dona Vita Corleona v Kmotrovi a získal Oscara. Tato jeho role bývá kritiky považována za jeho nejlepší. Společně s další nominací na Cenu Akademie za Poslední tango v Paříži se Brando znovu dostal na vrchol své slávy a v letech 1972 a 1973 se umístil na šestém a desátém místě na seznamu nejvýdělečnějších hvězd.
Americký filmový institut označil Branda jako čtvrtou největší filmovou hvězdu z řad mužů s debutovým rokem 1950 a déle. Společně s Charliem Chaplinem a Marilyn Monroe byl roku 1999 magazínem Time označen za jednu za sta nejdůležitějších osob 20. století. Zemřel 1. července 2004, jako osmdesátiletý, na respirační selhání.

## Životopis
Proslul především rolemi ve filmech režiséra Elia Kazana z padesátých let Tramvaj do stanice Touha a V přístavu. Je taktéž dvojnásobným držitelem cen americké filmové akademie za hlavní role ve snímcích Kmotr a V přístavu.
Vyjma herectví a režie se věnoval podpoře mnoha politických organizací (afroamerické hnutí za občanská práva a různá hnutí amerických indiánů) i jiným pol. záležitostem (boj za ustanovení státu Izrael či pomoc obětem holokaustu). Stal se taktéž vyslancem Dětského fondu OSN.
Má hvězdu na Hollywoodském chodníku slávy.
V jednom z jeho úspěšnějších filmů, Poslední tango v Paříži (1973), účinkoval po boku herečky Mariy Schneider. Film obsahuje scénu znásilnění. V rozhovoru z roku 2013 přiznal režisér tohoto filmu, Bernardo Bertolucci, že se s Marlonem předem domluvil na podrobnostech scény a herečku na tyto podrobnosti neupozornil, protože „chtěl vidět její reakci jako dívky, ne jako herečky“. Maria Schneider v roce 1974 prohlásila, že je bisexuální orientace a odmítla natáčet další nahé scény. Později se stala drogově závislou a pokusila se o sebevraždu.

## Vliv na herectví
Jeho herecký styl inspiroval celou hereckou generaci 50. a 60. let 20. století včetně Jamese Deana, Paula Newmana, Roberta De Niro, Al Pacina, Jacka Nicholsona a dalších, přičemž je mu připisován, jak významný vliv na samotné filmové herectví, tak i fakt, že se stal tím nejlepším příkladem tzv. Stanislavského herecké metody, která zdůrazňuje propojení psychických procesů a fyzického jednání, které herci umožňuje propracovat se k ovládnutí a opětovnému navození emocionálních pocitů své postavy i k racionální kontrole celistvého hereckého výkonu.[zdroj?]

## Filmografie
| Rok  | Název                      | Role                         | Režie                | Poznámky |
| ---- | -------------------------- | ---------------------------- | -------------------- | --- |
| 1950 | Muži                       | Kenneth „Ken“ Wilcheck/„Bud“ | Fred Zinnemann       | |
| 1951 | Tramvaj do stanice Touha   | Stanley Kowalski             | Elia Kazan           | nominován na Oscara pro nejlepšího herce v hlavní roli |
| 1952 | Viva Zapata!               | Emiliano Zapata              | Elia Kazan           | získal cenu BAFTA pro nejlepšího herce v hlavní roli nominován na Oscara pro nejlepšího herce v hlavní roli                                                                              |
| 1953 | Julius Caesar              | Marcus Antonius              | Joseph L. Mankiewicz | získal cenu BAFTA pro nejlepšího herce v hlavní roli nominován na Oscara pro nejlepšího herce v hlavní roli                                                                              |
| 1953 | Divoch                     | Johnny Strabler              | László Benedek       | |
| 1954 | Desirée                    | Napoleon Bonaparte           | Henry Koster         | |
| 1954 | V přístavu                 | Terry Malloy                 | Elia Kazan           | získal Oscara pro nejlepšího herce v hlavní roli získal cenu BAFTA pro nejlepšího herce v hlavní roli získal Zlatý glóbus pro nejlepšího herce v hlavní roli v drama                     |
| 1955 | Frajeři a saze             | Sky Masterson                | Joseph L. Mankiewicz | |
| 1956 | Čajovna U srpnového měsíce | Sakini                       | Daniel Mann          | nominován na Zlatý glóbus pro nejlepšího herce v komedii nebo muzikálu |
| 1957 | Sayonara                   | major Lloyd „Ace“ Gruver     | Joshua Logan         | nominován na Zlatý glóbus pro nejlepšího herce v hlavní roli v drama nominován na Oscara pro nejlepšího herce v hlavní roli                                                              |
| 1958 | Mladí lvi                  | Christian Diestl             | Edward Dmytryk       | nominován na cenu BAFTA pro nejlepšího herce v hlavní roli |
| 1959 | Sestup Orfeův              | Valentine „Snakeskin“ Xavier | Sidney Lumet         | |
| 1961 | Křivák                     | Rio                          | Marlon Brando        | |
| 1962 | Vzpoura na Bounty          | Fletcher Christian           | Lewis Milestone      | |
| 1963 | Ošklivý Američan           | Harrison Carter MacWhite     | George Englund       | nominován na Zlatý glóbus pro nejlepšího herce v hlavní roli v drama |
| 1964 | Dva záletníci              | Freddy Benson                | Ralph Levy           | |
| 1965 | Morituri                   | Robert Crain                 | Bernhard Wicki       | |
| 1966 | Štvanice                   | šerif Calder                 | Arthur Penn          | |
| 1966 | Grošák                     | Matt Fletcher                | Sidney J. Furie      | |
| 1967 | Hraběnka z Hongkongu       | Ogden Mears                  | Charlie Chaplin      | |
| 1967 | Páv se zlatým okem         | major Weldon Penderton       | John Huston          | |
| 1968 | Noc následujícího dne      | Chauffeur                    | Hubert Cornfield     | |
| 1968 | Candy                      | Grindl                       | Christian Marquand   | |
| 1969 | Ostrov v ohni              | sir William Walker           | Gillo Pontecorvo     | |
| 1971 | Noční příchozí             | Peter Quint                  | Michael Winner       | nominován na cenu BAFTA pro nejlepšího herce v hlavní roli |
| 1972 | Poslední tango v Paříži    | Paul                         | Bernardo Bertolucci  | nominován na cenu BAFTA pro nejlepšího herce v hlavní roli nominován na Oscara pro nejlepšího herce v hlavní roli                                                                        |
| 1972 | Kmotr                      | Don Vito Corleone            | Francis Ford Coppola | získal Oscara pro nejlepšího herce v hlavní roli (cenu odmítl) získal Zlatý glóbus pro nejlepšího herce v hlavní roli v drama nominován na cenu BAFTA pro nejlepšího herce v hlavní roli |
| 1976 | Zastavení na Missouri      | Robert E. Lee Clayton        | Arthur Penn          | |
| 1978 | Superman                   | Jor-El                       | Richard Donner       | |
| 1979 | Apokalypsa                 | plukovník Walter E. Kurtz    | Francis Ford Coppola | |
| 1980 | Záhadný vzorec             | Adam Steiffel                | John G. Avildsen     | nominován na Zlatou malinu pro nejhoršího herce ve vedlejší roli |
| 1989 | Bílé období sucha          | Ian McKenzie                 | Euzhan Palcy         | nominován na Oscara pro nejlepšího herce ve vedlejší roli nominován na cenu BAFTA pro nejlepšího herce ve vedlejší roli nominován na Zlatý glóbus pro nejlepšího herce ve vedlejší roli  |
| 1990 | Nováček                    | Carmine Sabatini             | Andrew Bergman       | |
| 1992 | Kryštof Kolumbus           | Tomás de Torquemada          | John Glen            | nominován na Zlatou malinu pro nejhoršího herce ve vedlejší roli |
| 1994 | Don Juan DeMarco           | dr. Jack Mickler             | Jeremy Leven         | |
| 1996 | Ostrov Dr. Moreau          | dr. Moreau                   | John Frankenheimer   | získal Zlatou malinu pro nejhoršího herce ve vedlejší roli nominován na Zlatou malinu pro nejhorší filmový pár                                                                           |
| 1997 | Bojovník                   | McCarthy                     | Johnny Depp          | |
| 1998 | Prachy k likvidaci         | Warden Sven Sorenson         | Yves Simoneau        | |
| 2001 | Kdo s koho                 | Max                          | Frank Oz             | |